# Kubuś, czyli uległość
Kubuś, czyli uległość (fr. Jacques ou la soumission) – dramat autorstwa Eugène’a Ionesco, napisany w 1950 roku. Zaliczany jest do teatru absurdu. Premiera sztuki miała miejsce 15 października 1955 w Théâtre de la Huchette. Dramat był grywany także w polskich teatrach. Jest to jedna z dwóch sztuk o Kubusiu (drugą była Przyszłość w jaju, albo różnych ma Pan Bóg stołowników) i jego rodzinie. Dramat skupia się wokół mariażu zbuntowanego Kubusia, którego nadopiekuńcza rodzina (Kuba Matka, Kuba Ojciec i Kubusia) chce zmusić do polubienia ziemniaków ze skwarkami oraz do małżeństwa z Robertą. Kubuś nie jest jednak usatysfakcjonowany z przyszłej małżonki. Twierdzi, że nie jest wystarczająco brzydka i ma zbyt mało nosów na twarzy. Rodzice Roberty (Robert Ojciec i Robert Matka) proponują Kubusiowi swoją inną córkę, trzynosą Robertę II.